# Ceylonosticta submontana
Ceylonosticta submontana – gatunek ważki z rodziny Platystictidae. Endemit Sri Lanki.